# Kostel svaté Gertrudy (Neustadt in Sachsen)
Kostel svaté Gertrudy (německy Kirche St. Gertrud) je římskokatolický filiální kostel v saském městě Neustadt in Sachsen (zemský okres Saské Švýcarsko-Východní Krušné hory). Nejbližšími českými obcemi jsou Lobendava a Dolní Poustevna ve Šluknovském výběžku. Moderní expresionistická stavba pochází z let 1927–1928.

## Historie
Neustadt byl od reformace téměř výhradně protestantským městem. Náboženská situace se změnila v průběhu 19. století, kdy do kraje postupně začali přicházet katolíci, a to především v souvislosti s válečnými konflikty a se stavbou železnice. V sále místní střelnice tak roku 1884 poprvé po 345 letech odsloužil mši svatou katolický duchovní August Novak z Radebergu. O čtyři roky později byl Neustadt připojen k sebnitzské farnosti. Místní farníci však brzy zatoužili po stavbě vlastního kostela. V roce 1909 pro něj zakoupili pozemek, další plány ovšem přerušila první světová válka. Chrám zasvěcený svaté Gertrudě Veliké byl postaven v letech 1927–1928. Přestože k jeho vysvěcení došlo 25. listopadu 1928, pravidelných bohoslužeb se neustadtští katolíci dočkali až roku 1930. V roce 1944, během druhé světové války, se neustadtská farnost osamostatnila.
V poválečném období prošel kostel několika opravami a dostal nové vybavení. Roku 1956 se dočkal nového oltáře, kazatelského pultu a mřížky, v letech 1977–1978 prošel první renovací. Další opravy navázaly v 90. letech 20. století: roku 1993 byl obnoven oltář a podlaha, o dva roky později prošly generální opravou varhany. Nevyhovující střešní krytinu kostela i fary nahradila nová v roce 2001. Zároveň s opravami kostela však ubývalo věřících, na řadu tak přišlo slučování farností. V roce 2002 tak přišla obec Stolpen o farního vikáře a spojila se s neustatdskou farností. Samostatná farnost v Neustadtu zanikla v roce 2007, kdy se sloučila s farností sebnitzskou a tamní farní kostel Povýšení svatého Kříže se stal filiálním. Od roku 2015 byla celá farnost Neustadt in Sachsen, Sebnitz a Stolpen spravována excurrendo z Pirny a od roku 2018 byl kostel začleněn do pirenské farnosti.
V kostele svaté Gertrudy se konají pravidelné bohoslužby v sobotu od 17.00 hodin.

## Popis
Na svou dobu moderně pojatá stavba je zvláštní tím, že kostel i fara jsou propojené spojovací chodbou. Nevelký jednolodní chrám je obdélného půdorysu, na východní stěně na něj navazuje odsazený presbytář. Dlouhá úzká okna zakončuje parabolický oblouk, okno v průčelí je obdélné. Původní fasáda je béžová. Střechu pokrývají pálené tašky, věž měděný plech. Hlavní oltář se skládá z kamenného sloupku a na zdi malovaném obrazu, který představuje ukřižovaného Ježíše Krista s postavami Boha Otce, Panny Marie a Marie Magdaleny. Varhany vyrobila drážďanská firma Jehmlich. Ostatní vnitřní zařízení je novodobé z poválečného období. Budova fary se velmi podobá vilám, které se v regiony hojně stavěly v meziválečném období.

## Okolí kostela
Kostel se nachází nedaleko náměstí, západním směrem navazuje městský park Artura Richtera. Severně od kostela stojí evangelicko-luterský kostel svatého Jakuba.

## Galerie

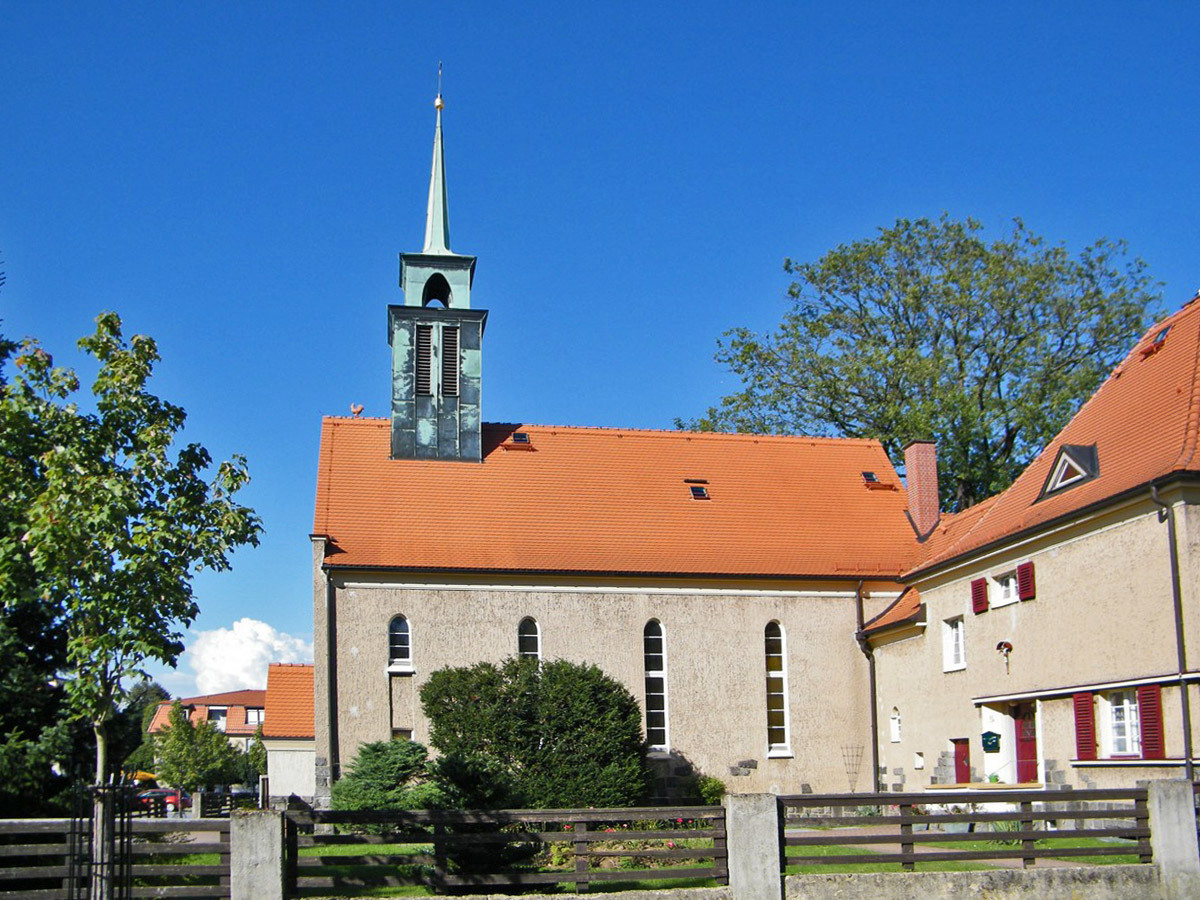
Pohled od jihu
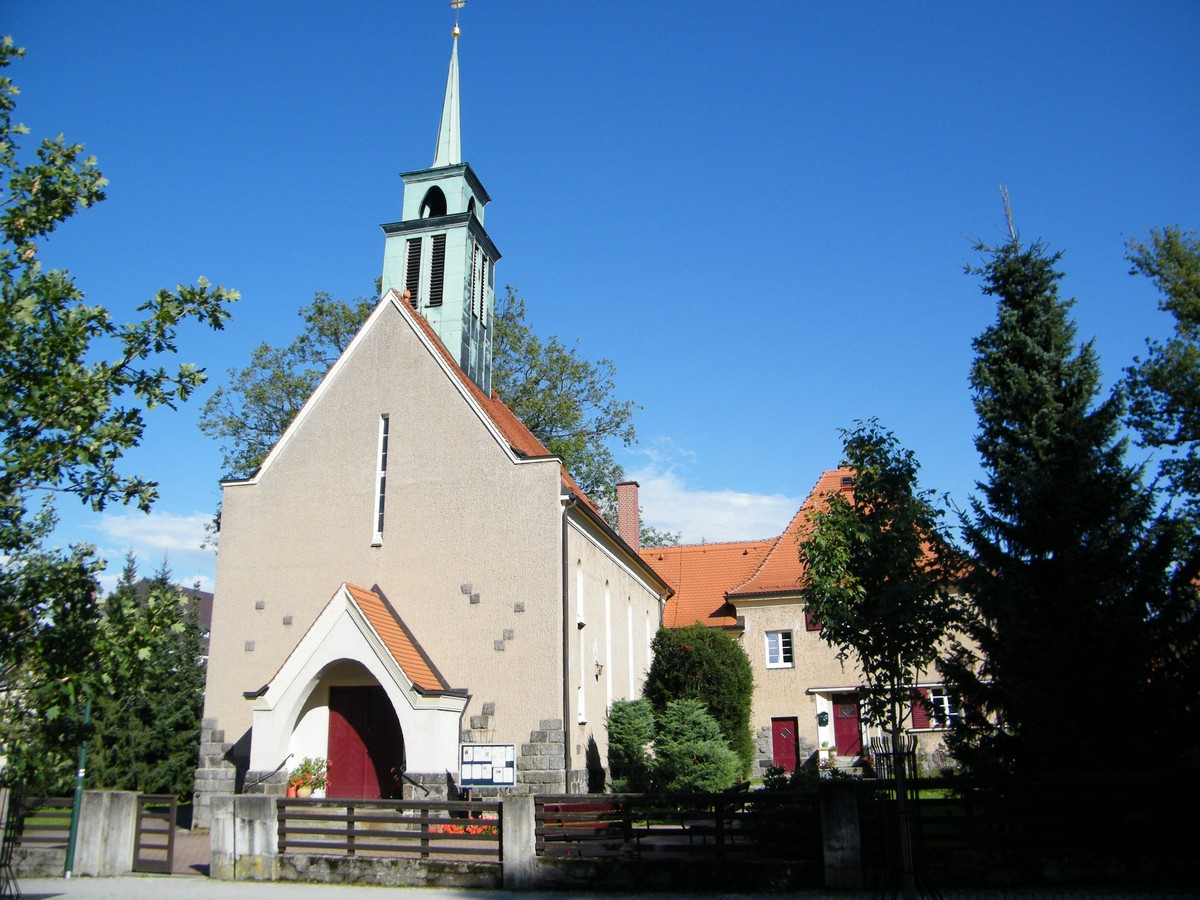
Kostel s farou
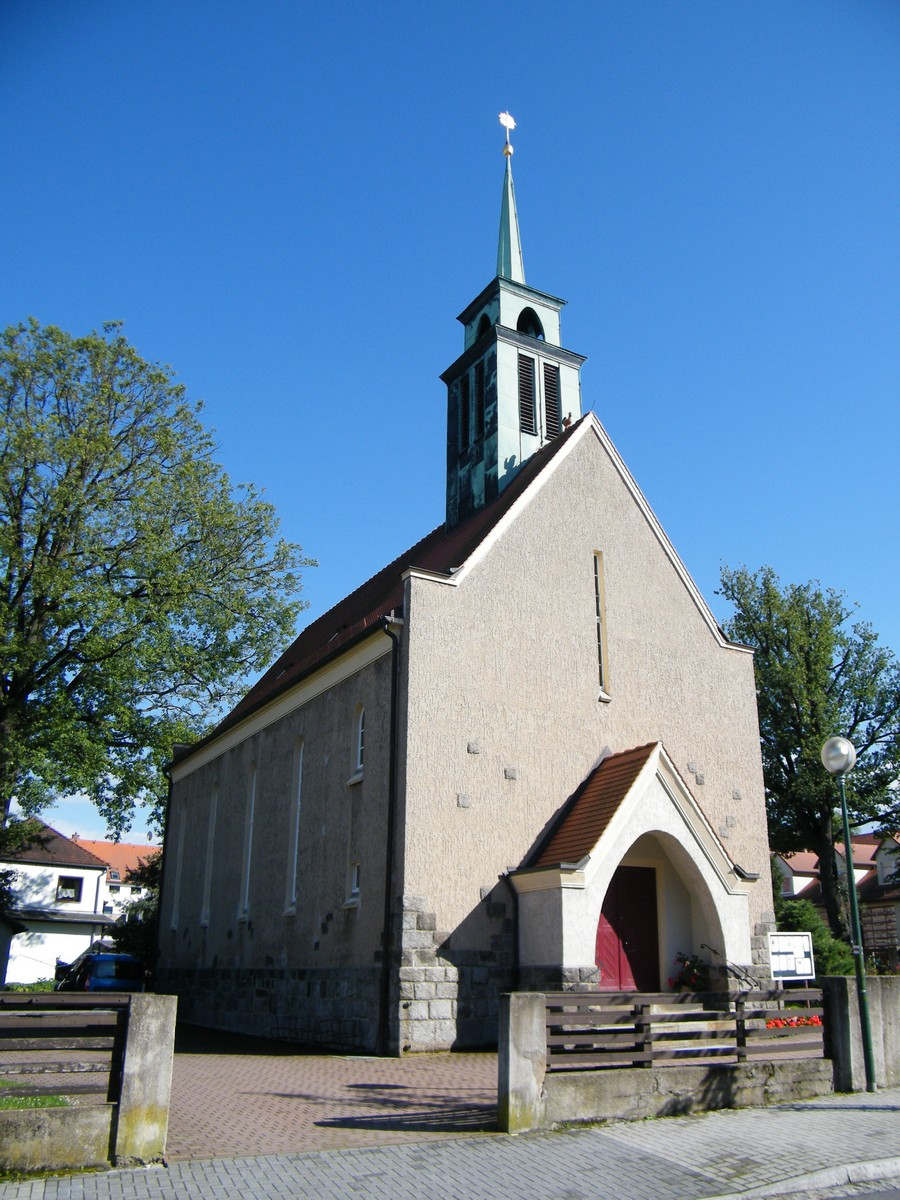
Průčelí
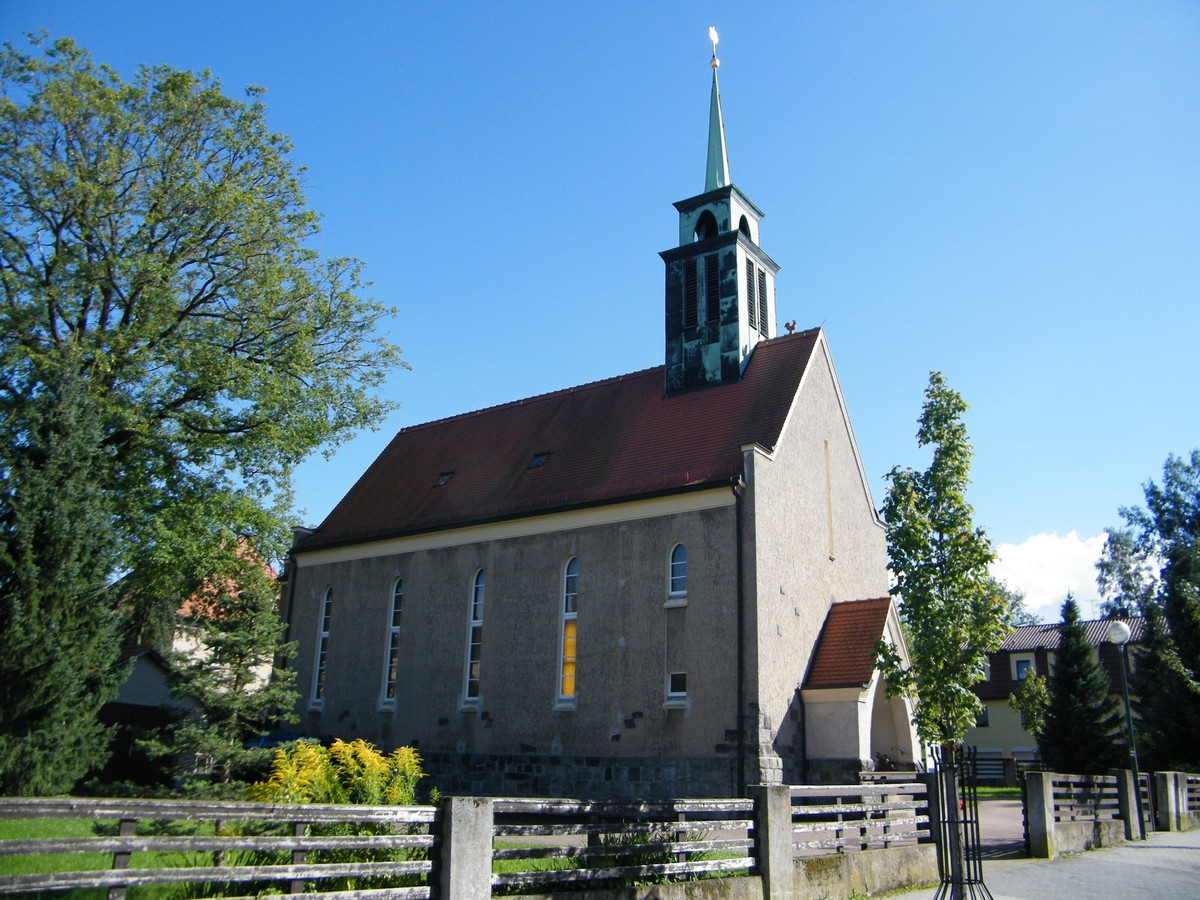
Pohled od severu
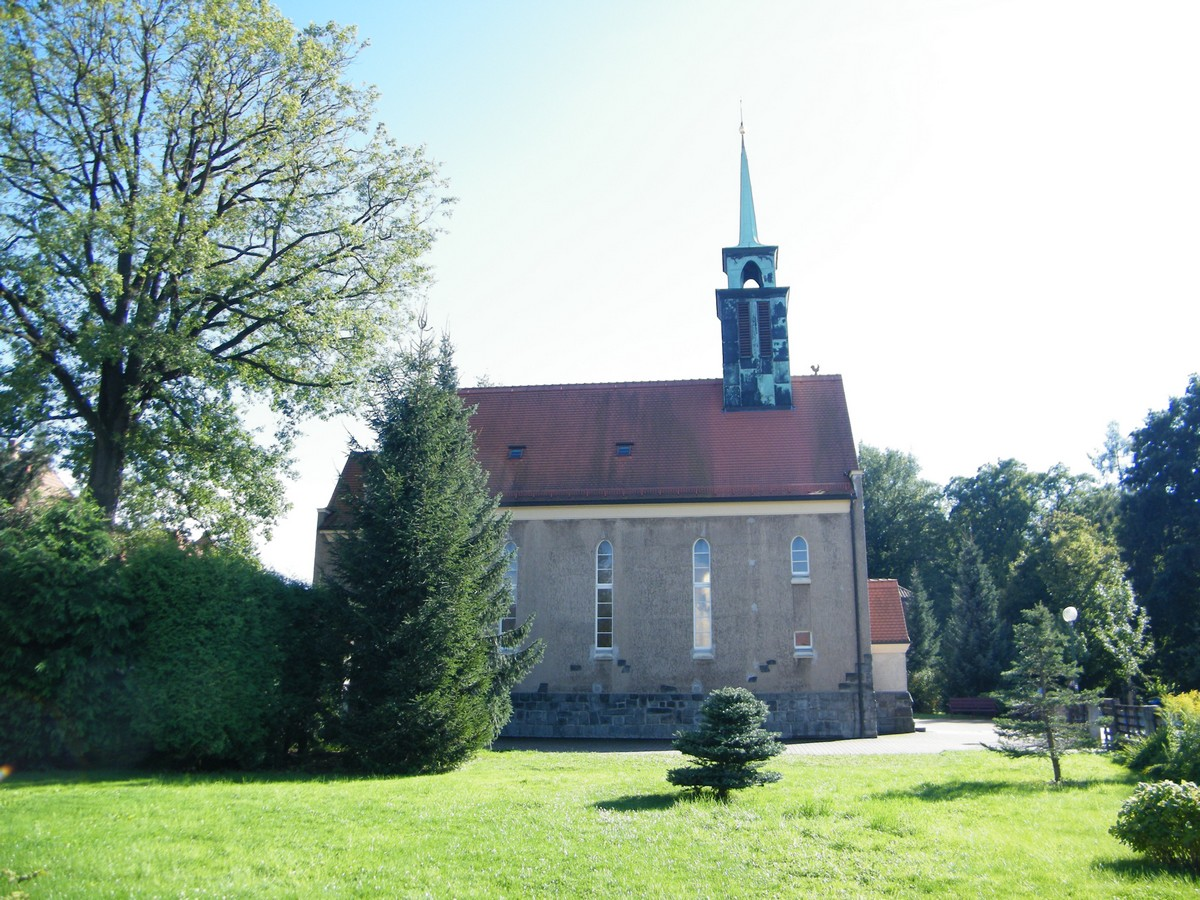
Zahrada
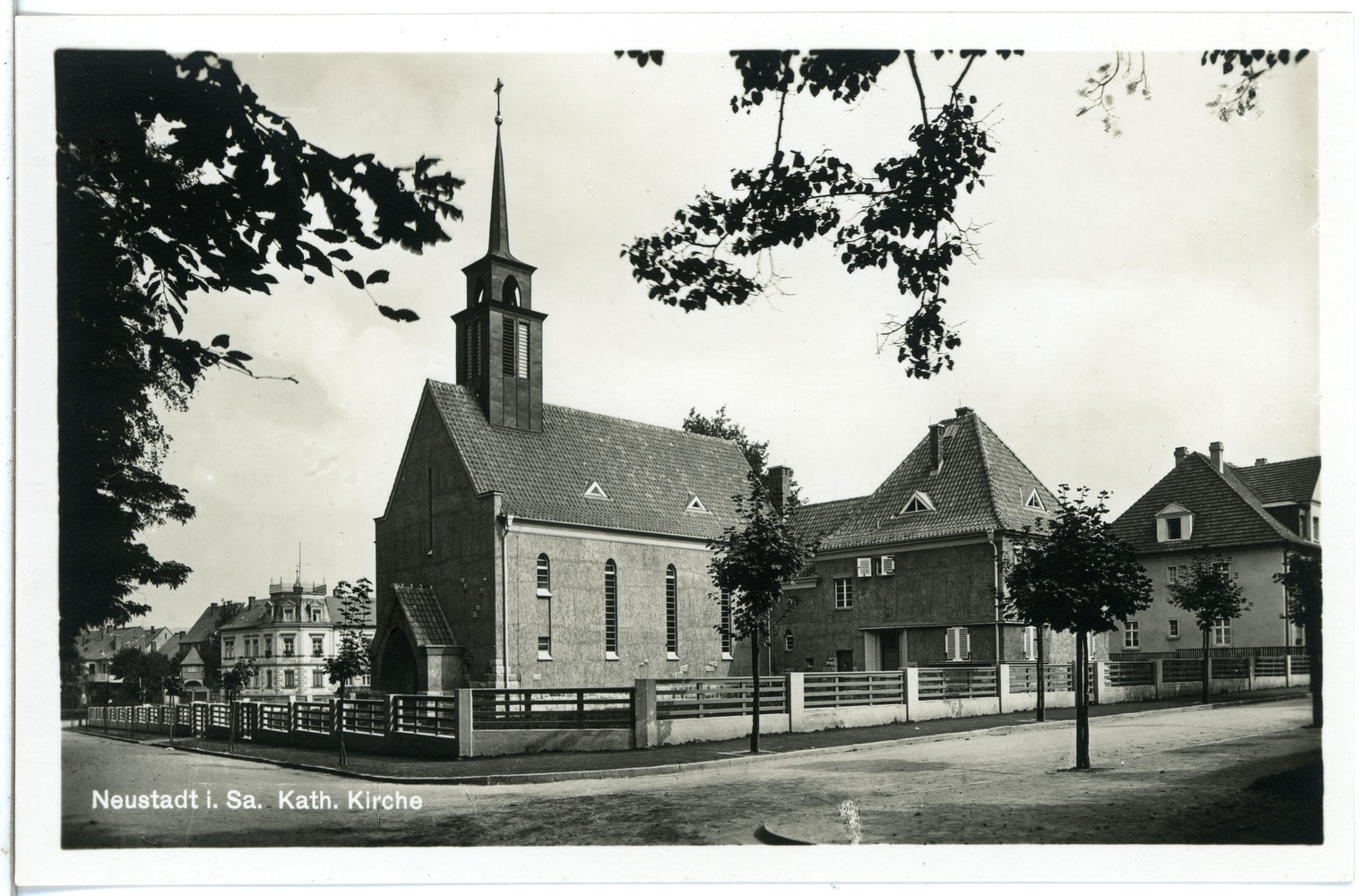
Kostel na snímku z roku 1929